# 멕시코 노동자총연맹
멕시코 노동자총연맹(스페인어: Confederación de Trabajadores de México; CTM)은 멕시코 최대의 노동조합 총연합단체다. 70년 이상 멕시코 정계를 지배한 제도혁명당의 지지기반을 이루는 중요한 기둥 중 하나였다. 그러나 1980년대부터 테크노크라트들이 당을 장악하면서 CTM은 당내 권력에서 배제되기 시작했고, 제도혁명당이 2000년 총선에서 패배하자 CTM의 영향력도 예전만하지 않게 되었다.